# 龍珠伝 ラストプリンセス
『龍珠伝 ラストプリンセス』（りゅうじゅでん ラストプリンセス、原題：龍珠伝奇）は、2017年の中国のテレビドラマ。全30話。主演はヤン・ズー、チン・ジュンジエ、シュー・チャン、マオ・ズージュン。

## 登場人物

### 主要人物
李易歓
演 - ヤン・ズー
明王朝の公主
康熙帝
演 - チン・ジュンジエ

雪傾城/舒婉心
演 - シュー・チャン

朱慈煊
演 - マオ・ズージュン

### 明王朝
永暦帝
演 - 黄海冰

孝剛匡皇后
演 - 閔春暁

李定国
演 - ホー・ジョンホァ

陳勝男
演 - 張彤

樊離
演 - 劉錫明

葉明章
演 - 修慶

唐一手
演 - 童彤

雪衣居士
演 - 姜鴻

樊倩影
演 - 孫蔚

葉黙声
演 - ハン・チェンユー

晋王妃
演 - 黄娟

李嗣興
演 - アレン・レン

### 清王朝
孝荘太皇太后
演 - スーチン・ガオワー

孝誠仁皇后
演 - 張維娜

ソンゴトゥ
演 - 盧星宇

オボイ
演 - 肖栄生

李徳福
演 - 何中華

劉徳昭
演 - 謝寧

裘貴
演 - 程誠

孟祥和
演 - 戴子翔

### 平西王府
呉三桂
演 - 劉立偉

呉応期
演 - リウ・シュエイー

秦氏
演 - 王伝禅

## 挿入歌
| #  | タイトル                     | 作詞 | 作曲   | 歌手   |
| -- | ---------------------------- | ---- | ------ | ------ |
| 1. | 「明珠」(オープニング曲)     | 海雷 | 簡弘亦 | 黄齢   |
| 2. | 「天地眉間」(エンディング曲) | 海雷 | 簡弘亦 | 常石磊 |
| 3. | 「思無来」(挿入歌)           | 海雷 | 簡弘亦 | 毛沢少 |
| 4. | 「一剪梅・舟過呉江」(挿入歌) | 蔣捷 | 簡弘亦 | 毛沢少 |
| 5. | 「半世真一世傷」(挿入歌)     | 海雷 | 向不二 | 簡弘亦 |
| 6. | 「雪傾城」(挿入歌)           | 海雷 | 簡弘亦 | 毛沢少 |